# Пізня крейда
| Система/ Період                                                       | Відділ/ Епоха    | Ярус/ Вік           | Вік (млн років) | Вік (млн років) |
| --------------------------------------------------------------------- | ---------------- | ------------------- | --------------- | --------------- |
| Палеоген, P                                                           | Палеоцен, P1     | Данський, P1d       | молодше         | молодше         |
| Крейда, K                                                             | Верхня/Пізня, K2 | Маастрихтський, K2m | 66,0            | 72,1            |
| Крейда, K                                                             | Верхня/Пізня, K2 | Кампанський, K2km   | 72,1            | 83,6            |
| Крейда, K                                                             | Верхня/Пізня, K2 | Сантонський, K2s    | 83,6            | 86,3            |
| Крейда, K                                                             | Верхня/Пізня, K2 | Коньякський, K2k    | 86,3            | 89,8            |
| Крейда, K                                                             | Верхня/Пізня, K2 | Туронський, K2t     | 89,8            | 93,9            |
| Крейда, K                                                             | Верхня/Пізня, K2 | Сеноманський, K2c   | 93,9            | 100,5           |
| Крейда, K                                                             | Нижня/Рання, K1  | Альбський, K1alb    | 100,5           | ~113,0          |
| Крейда, K                                                             | Нижня/Рання, K1  | Аптський, K1apt     | ~113,0          | ~125,0          |
| Крейда, K                                                             | Нижня/Рання, K1  | Баремський, K1br    | ~125,0          | ~129,4          |
| Крейда, K                                                             | Нижня/Рання, K1  | Готерівський, K1g   | ~129,4          | ~132,9          |
| Крейда, K                                                             | Нижня/Рання, K1  | Валанжинський, K1v  | ~132,9          | ~139,8          |
| Крейда, K                                                             | Нижня/Рання, K1  | Беріаський, K1b     | ~139,8          | ~145,0          |
| Юра, J                                                                | Верхня/Пізня, J3 | Титонський, J3tt    | древніше        | древніше        |
| Підрозділи Крейдової системи наведені згідно МКС, станом на 2018 рік. |                  |                     |                 |                 |
| п о р                                                                 |                  |                     |                 |                 |

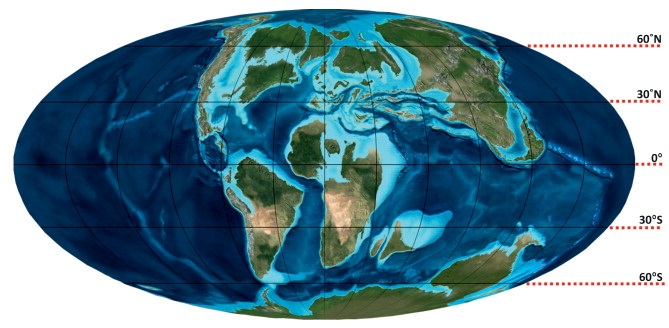
Мапа Землі 90 млн р. т.

Пізня крейда, верхня крейда — пізніша з двох епох крейдового періоду мезозойської ери. Почалася 100,5 млн років тому, закінчилася 66,0 млн років тому, тривала 34,5 млн років.
Охоплює сеноманський, туронський, коньякський, сантонський, кампанський та маастрихтський віки.
Час розквіту динозаврів. З'явилися гадрозаври (Hadrosauridae), анкілозаври (Ankylosauria), рогаті динозаври (Ceratopsidae) в Азіамериці; титанозаври (Titanosauridae) та абелізавр (Abelisaurus) в Гондвані.
Птахи ставали ще поширенішими та різноманітнішими, замінюючи птерозаврів (Pterosauria), які відступили до дедалі спеціалізованіших екологічних ніш.
У морях раптово з'являються мозазаври (Mosasauridae) й досить урізноманітнюються. Також з'являються багато з сучасних родин акул, гігантські (3 м завдовжки) пінгвіноподібні пліозаври (Polycotylidae) і величезні (13 м завдовжки) довгошиї еласмозаври. Ці хижаки їли костистих риб (Teleostei), які своєю чергою еволюціонували у розвинутіші та сучасніші форми (Neoteleostei).
Близько до кінця крейдового періоду квіткові рослини урізноманітнилися, опосуми і примітивні плацентарні (Eutheria) ссавці теж стали поширенішими.
Наприкінці пізньої крейди, що був і кінцем всієї мезозойської ери, відбулося крейдове вимирання — масове вимирання, що зазнали багато різних груп живих істот.